# Pilis
Pilis (slowakisch Piliš) ist eine ungarische Stadt im Kreis Monor im Komitat Pest.

## Geografische Lage
Pilis liegt 45 Kilometer südöstlich vom Zentrum der Hauptstadt Budapest. Nachbargemeinden sind Albertirsa und Monorierdő.

## Geschichte
Pilis wurde 1326 erstmals urkundlich erwähnt.

## Söhne und Töchter der Stadt
- Imre Gellért (1888–1981), Turner
- Mihály Tabányi (1921–2019), Akkordeonspieler
- József Balázs (1922–2010), Maler
- Pál Csernai (1932–2013), Fußballspieler und -trainer
- László Hunyadi (1936–2016), Geologe
- Ferenc Baranyi (* 1937), Dichter, Schriftsteller und Übersetzer
- Tibor Csernai (1938–2012), Fußballspieler

## Sehenswürdigkeiten
- Evangelische Kirche, erbaut 1784 (Barock)
- Petőfi-Büste, erschaffen von István Marosits
- Reformierte Kirche, erbaut 1994–1997
- Römisch-katholische Kirche Krisztus Király, erbaut 1922
- Schloss Beleznay (Beleznay-kastély)
- Skulptur Álló nő, erschaffen 1983 von Lajos Kecskés und Lajos Kristóf

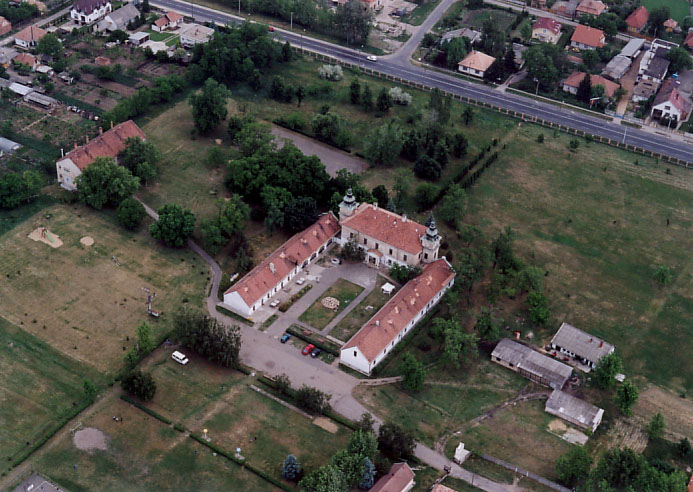
Blick auf Schloss Beleznay
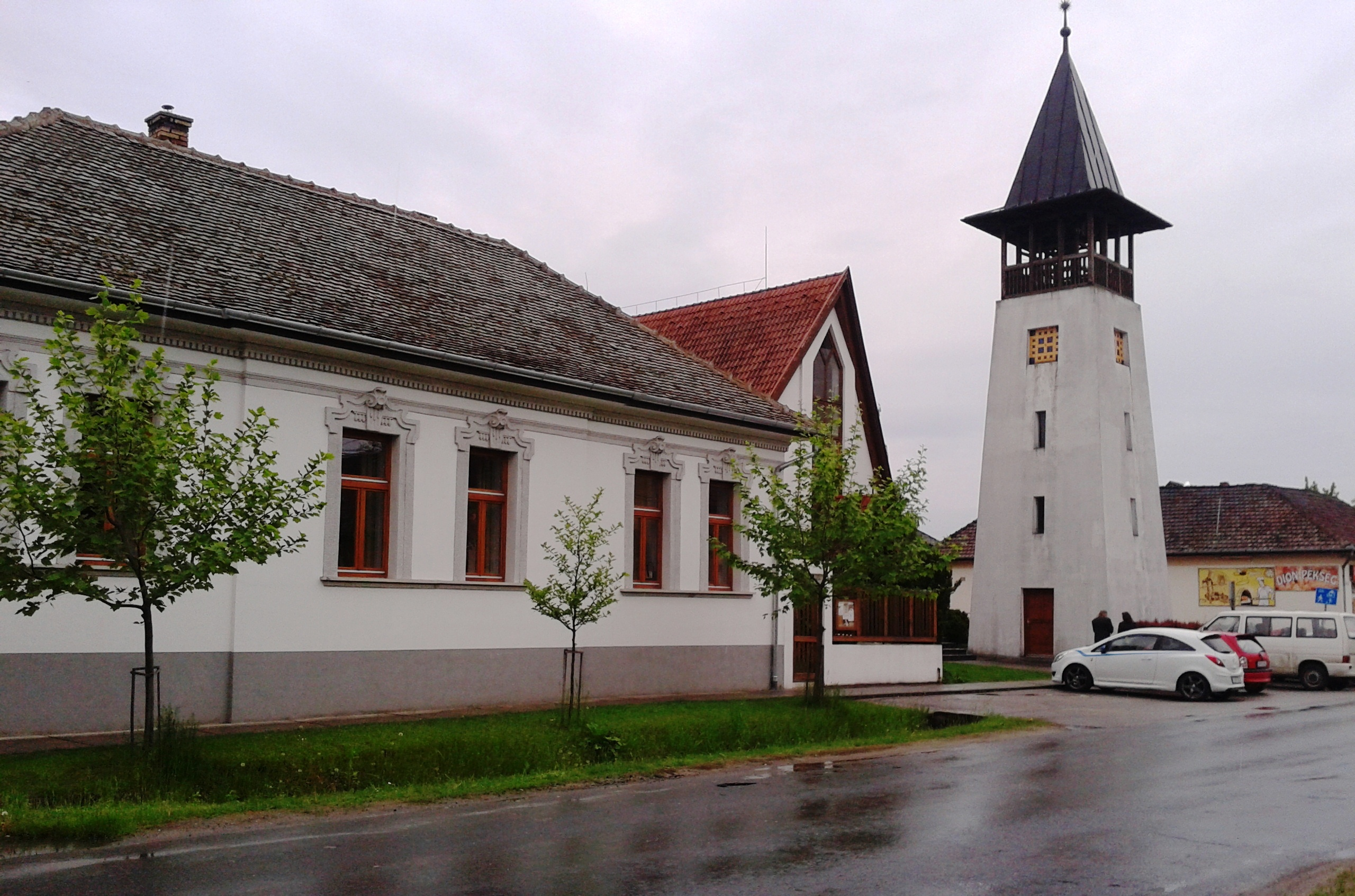
Reformierte Kirche

## Verkehr
In Pilis kreuzen sich die Landstraße Nr. 4606 und die Hauptstraße Nr. 4. Die Stadt ist angebunden an die Eisenbahnstrecke von Budapest Westbahnhof nach Cegléd.